# 訃報 2010年2月
訃報 2010年2月（ふほう 2010ねん2がつ）では、2010年2月中に物故した、又は物故が報じられた人物についてまとめる。

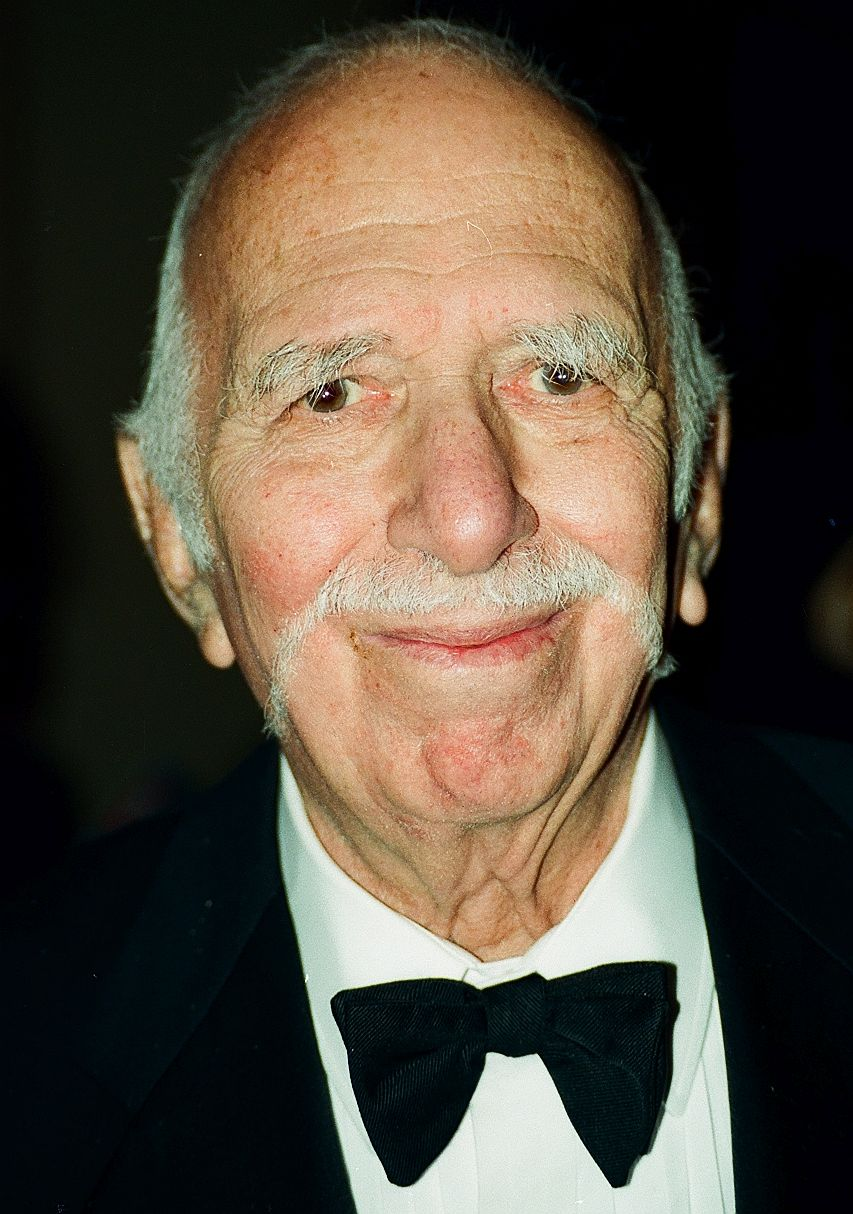
デイヴィッド・ブラウン／2月1日没

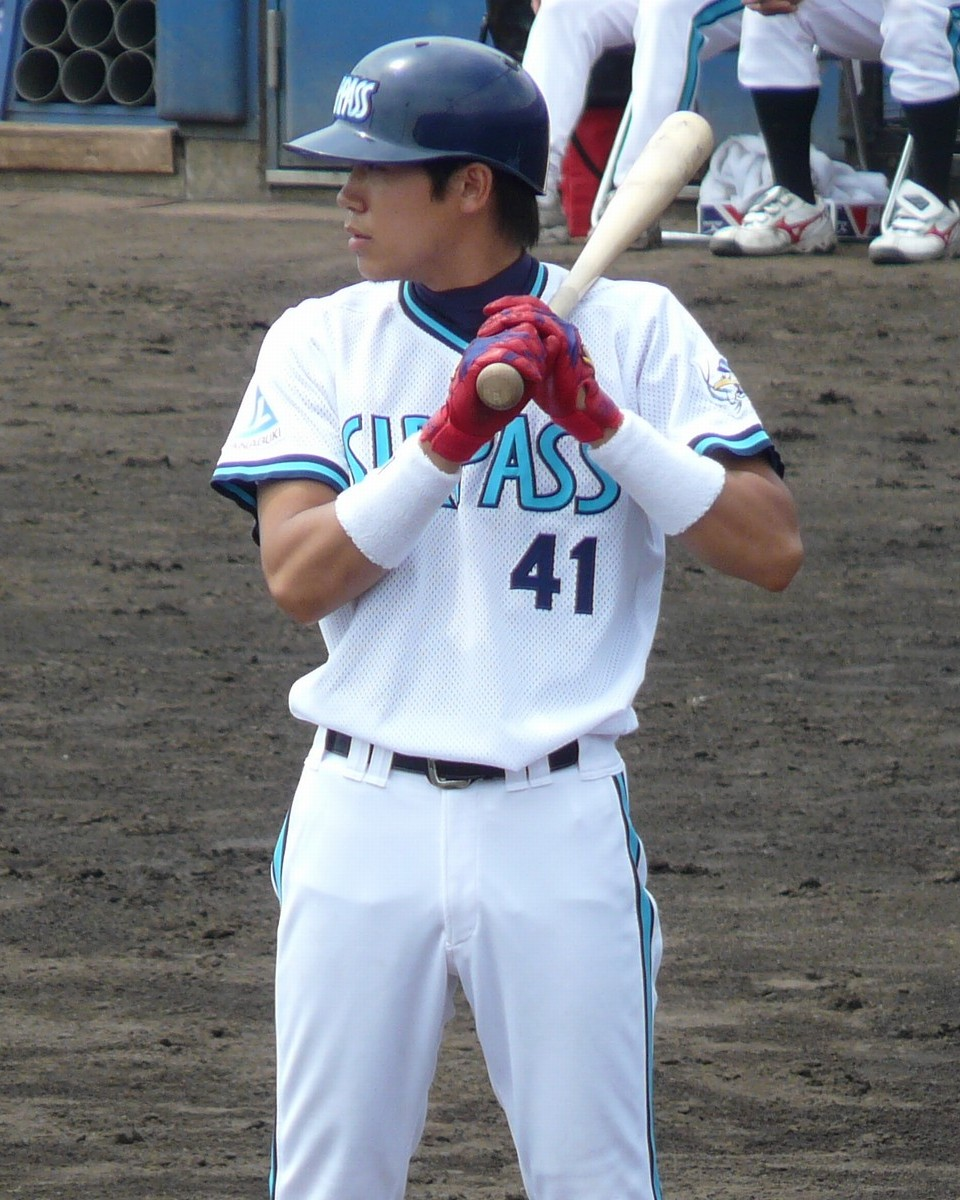
小瀬浩之／2月5日没

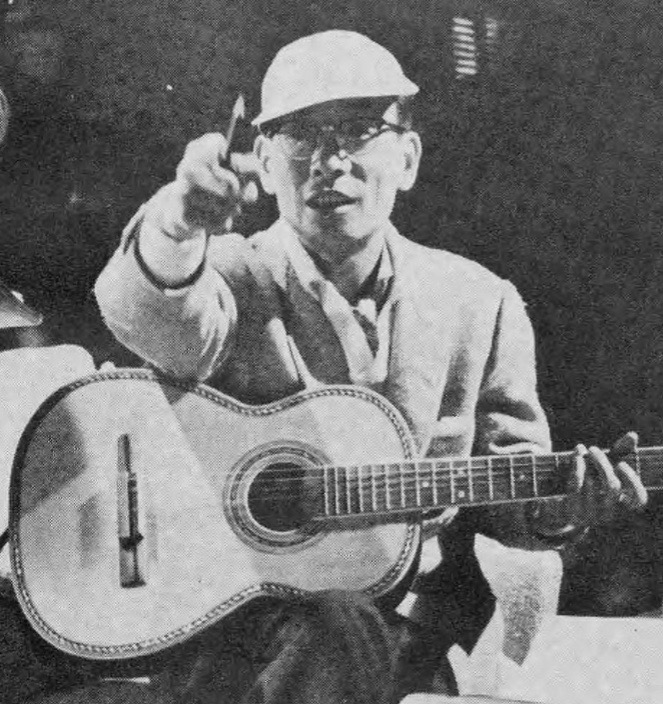
井上梅次／2月11日没

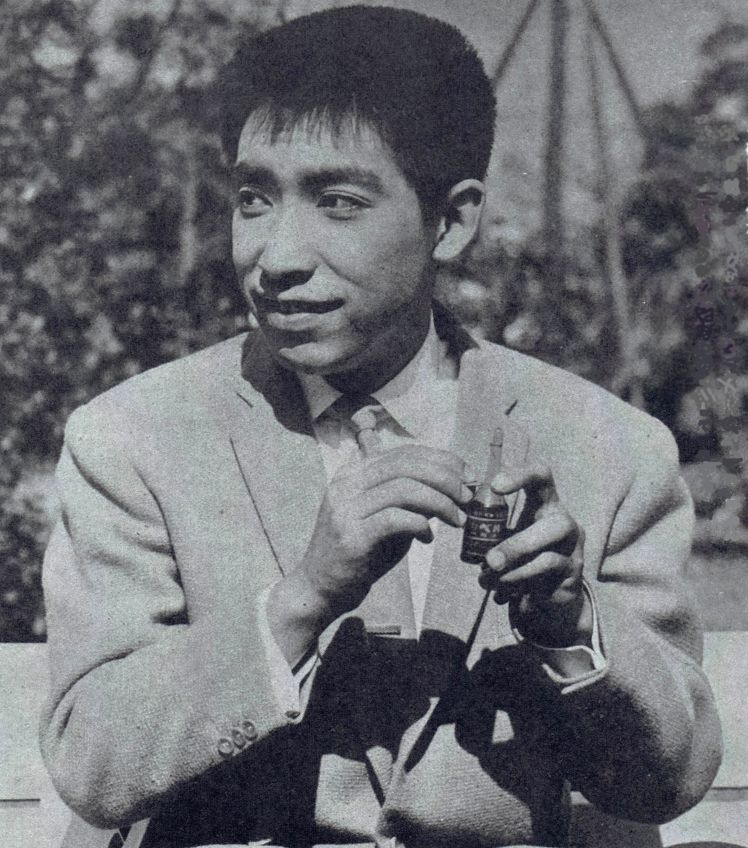
藤田まこと／2月17日没

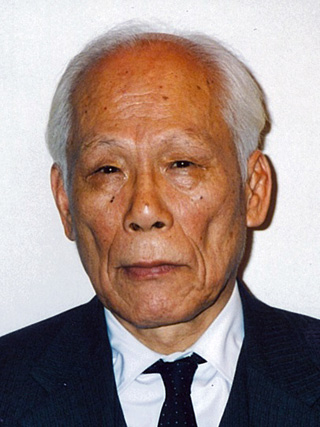
林忠四郎／2月28日没

## （1日 - 14日）
- 2月1日 - デイヴィッド・ブラウン、アメリカ合衆国の映画プロデューサー（* 1916年)[1]
- 2月1日 - 佐伯旭、日本の実業家、シャープ2代目社長（* 1917年)[2]
- 2月1日 - ステイングリムル・ヘルマンソン、アイスランドの元首相（* 1928年)
- 2月1日 - ジャック・ブリスコ、アメリカ合衆国の元プロレスラー、元NWA世界ヘビー級王者（* 1941年)
- 2月2日 - 井上由扶、日本の林学者、宮崎大学元学長（* 1910年)
- 2月2日 - 藤田富雄、日本の哲学者、立教大学名誉教授（* 1923年)
- 2月2日 - 宍戸福重、日本の実業家、富士電機元社長（* 1913年)
- 2月2日 - ンー・テンフォン、シンガポールの実業家、シンガポール長者番付1位（* 1928年)
- 2月2日 - 黒井敦史、日本のレーシングドライバー(全日本プロドリフト選手権)（* 1968年)
- 2月3日 - フランシス・リード(Frances Reid)、アメリカ合衆国の女優（* 1914年)
- 2月3日 - ジョルジュ・ウィルソン、フランスの俳優（* 1921年)
- 2月3日 - 畑四郎、日本の電子工学者、大阪府立大学元学長（* 1922年)
- 2月3日 - ディック・マグワイア、アメリカ合衆国の元バスケットボール選手（* 1926年)
- 2月3日 - 見田盛夫、レストラン評論家（* 1933年)
- 2月4日 - 川崎彰彦、日本の作家及び詩人（* 1933年)
- 2月4日 - ピーター・マーテル(Peter Martell)、イタリアの俳優（* 1938年)
- 2月4日 - 鄭早苗、大谷大学教授（* 1944年)
- 2月5日 - 登川直樹、日本の映画評論家、日本大学芸術学部映画学科元教授（* 1912年)
- 2月5日 - ガリムジャン・フサイノフ、ソビエト連邦のサッカー選手（* 1937年)
- 2月5日 - チカップ美恵子、日本の工芸家、アイヌ文様刺繍作家（* 1948年)
- 2月5日 - 石山高司、日本のシンガーソングライター（* 1982年)
- 2月5日 - 小瀬浩之、日本のプロ野球選手、オリックス・バファローズ外野手（* 1985年)
- 2月6日 - 須田信英、日本の工学者、元原子力安全委員会委員（* 1933年)
- 2月7日 - 山口安次郎、日本の工芸家(西陣の織匠)（* 1904年)
- 2月7日 - 辻村克良、日本の農学者、東北大学名誉教授（* 1914年)
- 2月7日 - ミハイロ・マルコヴィッチ(Михаило Марковић)、 セルビア共和国の哲学者（* 1923年)
- 2月7日 - 山田弘子、日本の俳人（* 1934年)
- 2月7日 - アンドレ・コリンバ、中央アフリカの軍人、政治家、元大統領（* 1935年)
- 2月7日 - 井坂栄、日本の実業家、前イトーヨーカ堂社長（* 1942年)
- 2月7日 - 飯島祐輔、日本の漫画家（* 1957年)
- 2月7日 - フランコ・バッレリーニ、イタリアの自転車競技(ロードレース)選手（* 1964年)
- 2月7日 - 任秀赫(임수혁) 、大韓民国の元プロ野球選手(ロッテ・ジャイアンツ)（* 1969年)
- 2月8日 - クシシュトフ・スクビシェフスキ(Krzysztof Skubiszewski) 、ポーランドの政治家、同国元外務大臣（* 1926年)
- 2月8日 - 立松和平、日本の作家（* 1947年)
- 2月8日 - 雨宮淳、日本の彫刻家（* 1937年)
- 2月9日 - ジョン・マーサ(John Murtha)、アメリカ合衆国の政治家（* 1932年)
- 2月10日 - 石田健夫、日本の文芸評論家（* 1928年)
- 2月10日 - チャールズ・ウィルソン、アメリカ合衆国の政治家（* 1933年)
- 2月10日 - オルランド・ペサーニャ・デ・カルヴァーリョ、ブラジルのサッカー選手（* 1935年)
- 2月10日 - ユーリ・セヴィドフ(Севидов, Юрий Александрович)、ソビエト連邦のサッカー選手（* 1942年)
- 2月11日 - 豊澤豊雄、日本の元代議士、発明学会初代会長（* 1907年)
- 2月11日 - 井上梅次、日本の映画監督（* 1923年)
- 2月10日 - イリーナ・アルヒポワ(Архипова, Ирина Константиновна)、ロシアのソプラノ歌手（* 1925年)
- 2月11日 - 玉置宏、日本の司会者、ラジオパーソナリティ、元文化放送アナウンサー（* 1934年)
- 2月11日 - アレキサンダー・マックイーン、イギリスのファッションデザイナー（* 1969年)
- 2月11日 - 三代目市川箱登羅、日本の元歌舞伎役者（* 1931年)
- 2月12日 - ルイス・モロウニー、スペインのサッカー選手（* 1925年)
- 2月12日 - 石井米雄、日本の歴史学者、京都大学 名誉教授（* 1929年)
- 2月12日 - グレテ・ソンク、デンマークの歌手、女優（* 1929年)
- 2月12日 - ピーター・ボロタ(Petar Borota)、イングランドのサッカー指導者、チェルシーFC元監督（* 1953年)
- 2月12日 - ノダル・クマリタシビリ、グルジアのリュージュ選手、バンクーバーオリンピックグルジア代表（* 1988年)
- 2月13日 - レッド・ロシャ、アメリカ合衆国のプロバスケットボール選手（* 1923年)
- 2月14日 - ジョン・リード(John Reed)、イギリスの俳優（* 1916年)
- 2月14日 - ディック・フランシス、イギリス・ウェールズ出身の元競馬騎手、小説家（* 1920年)
- 2月14日 - 浅倉久志、日本の翻訳家（* 1930年)
- 2月14日 - 小口雄三、日本の実業家、三協精機元社長（* 1940年)
- 2月14日 - ダグ・ファイガー(Doug Fieger)、アメリカ合衆国のシンガーソングライター、バンド「ザ・ナック」ボーカル（* 1952年)
- 2月14日 - 張亞林(張亞林)  - 中華人民共和国のサッカー選手（* 1981年)

## （14日 - 28日）
- 2月15日 - ビル・カジカワ(Bill Kaijikawa)、アメリカ合衆国のバスケットボール指導者（* 1912年)
- 2月15日 - 山下一海、日本の国文学者（* 1932年)
- 2月15日 - 中垣輝光、日本の競輪選手（* 1961年)
- 2月16日 - 中山典之、日本の囲碁棋士（* 1932年)
- 2月16日 - 宮内婦貴子、日本の脚本家（* 1933年)
- 2月16日 - 滝井禧夫、日本の実業家、元北海道テレビ放送社長、元朝日新聞取締役（* 1933年)
- 2月16日 - ジム・ビビー(Jim Bibby)、アメリカ合衆国の元プロ野球選手（* 1944年）
- 2月16日 - 尹志強(Wan Chi Keung)、香港のサッカー選手、俳優（* 1956年)
- 2月17日 - 市村吉五郎、日本の歌舞伎役者（* 1917年)
- 2月17日 - 藤田まこと、日本の俳優、コメディアン（* 1933年)
- 2月17日 - 永田正全、日本の実業家、元阪急電鉄副社長、元阪急不動産会長（* 1912年)
- 2月17日 - ジュリオ・デ・フローリアン(Giulio de Florian)、イタリアの元ノルディックスキー選手（* 1936年)
- 2月17日 - ヴィリアメ・タカヤワ、フィジーの柔道家（* 1949年)
- 2月17日 - ルビー・ハンター(Ruby Hunter)、オーストラリアの歌手（* 1955年)[3]
- 2月18日 - アリエル・ラミレス、アルゼンチンの作曲家（* 1921年)
- 2月18日 - 瀬川康男、日本の画家（* 1932年)
- 2月19日 - 門脇政夫、日本の政治家、元兵庫県野間谷村長、敬老の日提唱者（* 1911年)
- 2月19日 - 酒井忠夫 - 日本の歴史学者、筑波大学名誉教授（* 1912年)
- 2月19日 - 萩原久人、日本の金属化学者、大阪府立大学名誉教授（* 1914年)
- 2月19日 - 早坂滉、日本の外科医、札幌医科大学名誉教授（* 1924年)
- 2月19日 - ライオネル・ジェフリーズ、イギリスの映画俳優（* 1926年)
- 2月19日 - ジェイミー・ギリス、アメリカ合衆国のポルノ男優（* 1943年)
- 2月20日 - 皆川正、日本のインダストリアルデザイナー（* 1917年)
- 2月20日 - 熊谷清、日本の実業家、川崎汽船元社長（* 1918年)
- 2月20日 - 黒木三郎、日本の法学者、早稲田大学名誉教授（* 1922年)
- 2月20日 - アレクサンダー・ヘイグ、アメリカ合衆国の政治家、第59代アメリカ合衆国国務長官（* 1924年)
- 2月20日 - ジョヴァンニ・ペッテネッラ、イタリアの自転車競技選手（* 1943年)
- 2月21日 - 夏木順平、日本の俳優（* 1918年)
- 2月22日 - アーガイ・カロラ(カロラ・アーガイ/Ágai Karola)、ハンガリーの歌手、声楽家（* 1932年)
- 2月22日 - ボビー・スミス、スコットランドのサッカー選手（* 1953年)
- 2月22日 - 八巻裕一、日本のプロボクシング選手（* 1983年)
- 2月23日 - 裵三龍(배삼룡)、大韓民国のコメディアン（* 1926年)
- 2月23日 - 三本松正敏、日本の社会学者、福岡教育大学教授（* 1950年)
- 2月23日 - モシ・タツプ(Mosi Tatupu)、アメリカ合衆国のNFLロサンゼルス・ラムズ元所属フットボール選手（* 1955年)
- 2月23日 - 藤井格、日本の政治家、元徳島県美波町長（* 1934年）
- 2月24日 - 田邊博通、日本の大蔵官僚、元国税庁長官（* 1922年)
- 2月24日 - アントニオ・アレグレ(Antonio Alegre)、アルゼンチンの実業家、サッカークラブ【ボカ・ジュニアーズ】オーナー（* 1924年)
- 2月23日 - 洪一峰(洪一峰)、台湾の歌手（* 1927年)
- 2月24日 - 粟飯原真、日本の音楽ジャーナリスト（* 1933年)
- 2月24日 - 中村昇、日本の実業家、京セラ元会長（* 1944年)
- 2月26日 - ボリス・コロリョフ(Королёв, Борис Алексеевич)、ロシアの心臓外科医師（* 1909年)
- 2月26日 - 西岡久壽彌、日本の免疫学者、東京大学元教授（* 1924年)
- 2月26日 - 南方英二、日本のお笑い芸人、「チャンバラトリオ」メンバー（* 1932年)
- 2月26日 - Nujabes、日本のDJ、トラックメーカー（* 1974年)
- 2月27日 - ウェンディ・トイ(Wendy Toye)、イギリスの映画俳優（* 1917年)
- 2月27日 - 赤松万里、日本の国文学者、鳴門教育大学大学院教授（* 1950年)
- 2月27日 - 門脇俊介、日本の哲学者、東京大学大学院総合文化研究科教授（* 1954年)
- 2月27日 - ウラジスラフ・ガルキン(Галкин, Владислав Борисович)、ロシアの映画俳優（* 1971年)
- 2月28日 - 林忠四郎、日本の天体物理学者、文化勲章受章者（* 1920年)
- 2月28日 - ローズ・グレイ、オーストラリアのフードジャーナリスト（* 1939年)